# NGC 2490
NGC 2490 è una galassia lenticolare compatta situata nella costellazione dei Gemelli, a una distanza di circa 337 milioni di anni luce dalla nostra Via Lattea.

## Scoperta
La galassia è stata scoperta il 14 febbraio 1857 dall'astronomo irlandese R. J. Mitchell.